# Sérgio Hercílio Pacheco
Sérgio Hercílio Pacheco (Criciúma, 23 de janeiro de 1964) é um político brasileiro.
Ex-vereador e ex-prefeito do município de Criciúma, no estado de Santa Catarina.